# رجینالد کلر هارت
رجینالد کلر هارت (انگلیسی: Reginald Hart؛ ۱۱ ژوئن ۱۸۴۸ – ۱۸ اکتبر ۱۹۳۱) فرد نظامی اهل جمهوری ایرلند بود. وی همچنین برندهٔ جوایزی همچون نشان حمام و نشان سلطنتی ویکتوریایی شده‌است.